# Piamonte
Piamonte là một khu tự quản thuộc tỉnh Cauca, Colombia. Thủ phủ của khu tự quản Piamonte đóng tại Piamonte Khu tự quản Piamonte có diện tích 30 ki lô mét vuông. Đến thời điểm ngày 28 tháng 5 năm 2005, khu tự quản Piamonte có dân số  người.